# 나노펑크
나노펑크(nanopunk)는 사이버펑크 파생물의 일종이다. 바이오펑크와 유사하지만, 나노로봇이 광범위하게 사용되고 나노기술이 사회를 지배하는 주요 기술인 세계관을 묘사한다.
현재 나노펑크는 나노기술 그 자체(현실에서는 아직 걸음마단계인) 나노기술이 예술, 심리, 사회에 미칠 수 있는 영향에 전착한다. 압도적인 기술발전을 향유하면서도 밑바닥 인생을 면치 못하는 사이버펑크 주인공들에 비해 나노펑크의 주인공들은 디스토피아적이긴 하지만 나노기술의 잠재적 사용 가능성을 전망하기도 한다.

## 같이 보기
- 바이오펑크
- 사이버펑크 파생물
- 포스트휴먼